# 古角俊郎
古角 俊郎（こすみ としろう、1921年7月19日 - 2013年1月8日）は、日本の高校野球指導者。和歌山県立新宮高等学校硬式野球部元監督、明治大学硬式野球部OB会の駿台倶楽部顧問を務めた。
和歌山県立海草中学校を経て明治大学を卒業。海草中学在学中の1939年には、第25回全国中等学校優勝野球大会で全国優勝を果たした。指導者としては、巨人と阪神の間で争奪戦となった左腕投手・前岡勤也を育てたことでも知られる。新宮高校で指導を受けた者からは古角御大と呼ばれる。

## 甲子園大会優勝まで
古角は現在の和歌山県東牟婁郡那智勝浦町（当時は勝浦町）で、旅館「なぎさや」を営む古角俊一の長男（他に弟が3人）として生まれた。古角俊一は、のちに勝浦町の町長を務めている。
古角は勝浦尋常小学校3年から野球を始め、当初は三塁手兼投手であった。和歌山県立新宮中学校に入学したものの、野球の強い和歌山市の中学に移りたいと考えていた。この時、「なぎさや」に逗留していた化粧品セールスマンが海草中学に伝手があり、これを通じて海草中の門を叩くことになった。1936年に新宮中学から海草中学に転校。和歌山県の南部は鉄道の敷設がかなり遅れた地域であり、勝浦港から大阪商船の那智丸で8時間かけ、和歌浦港に深夜2時に到着。和歌山市での寄宿先となる丸山家に向かった。丸山家は紀州徳川家御典医の流れで、当代も医師であった。海草中に転校した古角は、チームメイトとなる嶋清一と同級になり、優勝時のメンバー・真田重蔵も1938年に入学してくる。
古角が転校した時の海草中は、監督が長谷川信義（京都第二中学校～明治大学）に交代したばかりであった。これは長谷川の先々代監督の谷澤梅雄が明治大学卒で、その指示からであったという。古角は転校翌年の1937年、正中堅手兼三塁手の座を掴む。1938年に長谷川が応召、明治大学野球部監督となっていた谷澤梅雄の推薦で、明治大学在学中の杉浦清（中京商業～明治大学）が臨時監督となった。
迎えた最終学年の1939年の第25回大会で、嶋清一の5試合連続完封、うち準決勝、決勝を連続ノーヒットノーランするという活躍もあり、優勝を果たした。古角は一番・中堅のリードオフマンであった。

## 明治大学入学から新宮高校監督就任まで
1940年、同僚の嶋清一とともに明治大学に入学（のちに1級下の遊撃手・竹尻太次も入学）、監督は元海草中監督の谷澤梅雄であった。しかし厚い選手層の明治大学ではなかなか正選手になれなかった（1941年は8試合に左翼手として途中出場した）。1942年、正中堅手の座を掴み、春のリーグ戦優勝に貢献した。古角の外野守備力は、のちに島岡吉郎明治大学硬式野球部監督が高田繁を指導していた当時、「昔古角、今高田」と言わしめた。
1943年、学徒出陣により海軍に入隊。当初は呉海軍航空隊、のちに土浦海軍航空隊、大井海軍航空隊、松島海軍航空隊と配転されて終戦を迎えた。なお、嶋と竹尻は学徒出陣し、戦死している。明治大学卒業後は、ノンプロの庄保商店という金属会社で選手を続けたが、いずれ家業を継ぐことから、郷里に戻った。

## 新宮高校野球部監督時代
1948年6月、新宮高校の体育教師が古角と旧知の間柄で、また時の校長が古角が1年だけ在籍した新宮中学時代の恩師であったことから、この体育教師から野球部の指導を依頼される。古角が育った新宮・東牟婁地域は、古くから野球よりサッカーが盛んな土地柄であった。そこで家業の旅館経営の傍ら、無料コーチを引き受ける（実質的な監督）。コーチ就任後、最初はグラウンド作りに取り組んだ。母校の明治大学から、当時選手だった牧野茂を招いて指導を依頼したこともある。
3年目となる1950年、全国高等学校野球選手権紀和大会で1年生投手・森本達幸を擁する奈良県立郡山高校を9回逆転サヨナラで破り、初の全国高等学校野球選手権出場を決める。だがこの時は初戦敗退であった。
1951年春には第23回選抜高等学校野球大会にも初出場を果たした。この時、同時に出場を果たした東京代表の明治大学付属明治高等学校が、その当時に阪神甲子園球場の近傍に在った甲陽学院のグラウンドで練習中、明治高校の監督だった島岡吉郎に請われて古角が他校の指導者であるにもかかわらず、明治ナインにノックを行ったエピソードが残っている。なお、大会は初戦敗退であった。
1952年、3年生になった森本達幸の郡山高校を破り2度目の選手権大会出場を果たし、大会初勝利を上げている。
1953年、前岡勤也が入学。2年目となる1954年は初の春夏連続出場を果たす。春は初戦敗退、夏は2回戦から出場し準決勝まで勝ち上がるが、中京商業に敗退した。前岡が3年生となる1955年は、選手権には出場を果たし、坂崎一彦を擁する浪華商業を破り、畑隆幸の小倉も破り2勝したが、前年に続き中京商業に敗退した。国体には前年に続いて2年連続で出場した。
古角は家業に専念するため、この1955年限りで監督を退任した。指導期間は8年であった。甲子園での戦績は春2回（2敗）、夏4回（5勝4敗）、合計で6回出場し、5勝6敗。
古角の野球に対する信条は「日本一のタマ拾いになれ」であった。古角が海草中学に転校して最初の1ヶ月間、ボールが豊富でなかった（30 - 40個）事情もあり、練習を滞らせないため必死になって球拾いに励んだ結果、「一番下手が『上手くなった、やったらやれる』と自信になり、自身の野球人生の土台を培った」という体験から信条とした。新宮高校の監督に就任してからも、選手に対して口にしていたという。

## 退任後
退任後は家業に専念したが、嶋清一の事跡を後世に伝える語り部の活動もした。また駿台倶楽部顧問も務め、2005年1月23日には駿台倶楽部から駿台倶楽部賞を受賞した。
2008年に嶋清一の野球殿堂表彰が決定した際には、8月15日に阪神甲子園球場で行われた表彰式に、古角が出席している。
2013年1月8日死去。2月24日に「古角俊郎さんをしのぶ会」が那智勝浦町で行われた。